# Carlo Sarrabezolles
Charles (Carlo) Marie Louis Joseph Sarrabezolles (* 27. Dezember 1888 in Toulouse; † 11. Februar 1971 in Paris) war ein französischer Bildhauer.

## Leben

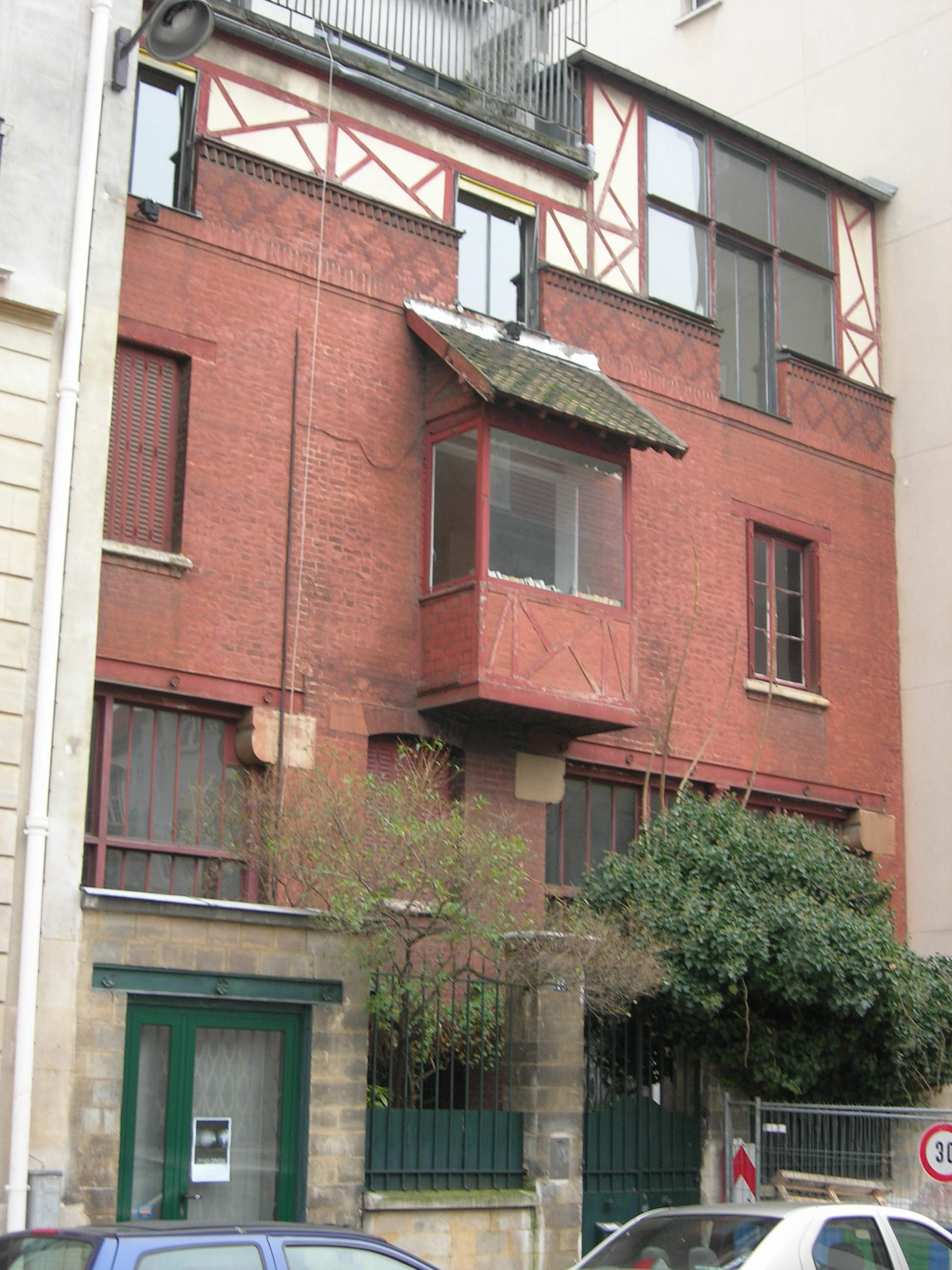
Ehemaliges Atelier von Carlo Sarrabezolles in Paris

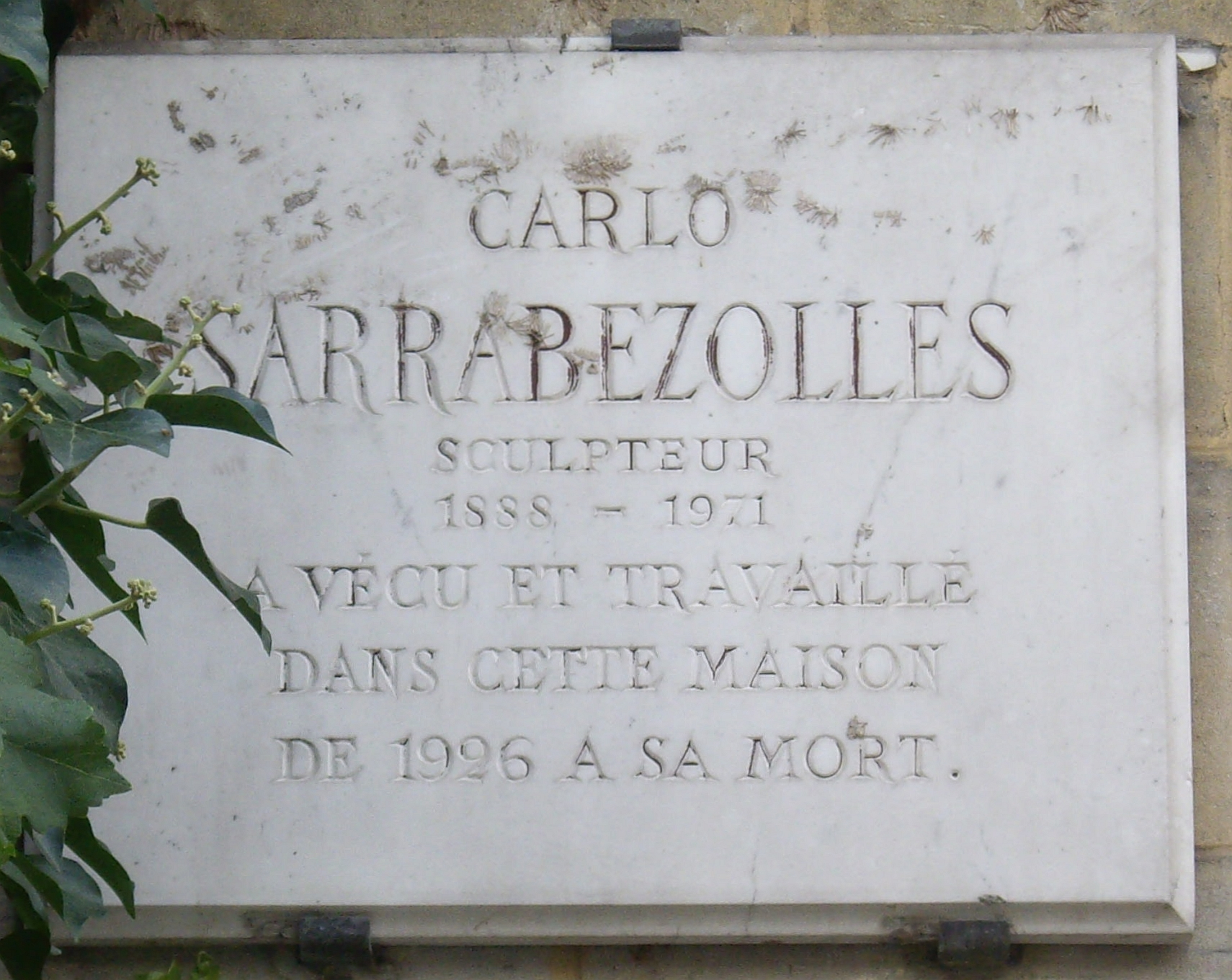
Dortige Gedenktafel

Carlo Sarrabezolles’ künstlerische Ausbildung begann in seiner Geburtsstadt Toulouse an der École des Beaux-Arts, die er von 1903 bis 1907 besuchte. Dort gewann er mit dem Flachrelief La Mort d’Agrippine (1907) den Grand Prix de Sculpture. Parallel zum Schulbesuch wurde er von Jean-Paul Laurens im Zeichnen unterrichtet. Ab 1908 setzte er seine Studien an der École des Beaux-Arts in Paris fort. Die Bildhauer Laurent Marqueste und Antonin Mercié (1845–1916) waren seine Lehrer. Zu seinem Freundeskreis gehörten zu dieser Zeit die Künstler Jean-Gabriel Domergue, Roger-Henri Expert, Jean Dupas und Raymond Virac, ab 1927 auch Lucie Delarue-Mardrus und Pierre Champion.
1912 stellte Sarrabezolles erstmals im Salon der Société des Artistes Français aus, wo seine Werke später regelmäßig zu sehen waren. Beim Prix de Rome 1914 gewann er den zweiten Großen Preis. 1913 wurde er eingezogen und geriet im Folgejahr in deutsche Gefangenschaft, aus der er 1918 freikam. Auch in dieser Zeit blieb er künstlerisch tätig und malte unter anderem Landschaftspastelle. Er arbeitete zudem als Sanitäter und Dolmetscher. Nach dem Ersten Weltkrieg verbrachte er im Frühjahr 1919 einen Erholungsurlaub in Sisteron, wo er sich mit der Ölmalerei beschäftigte. Am 29. Januar 1920 heiratete er Nicole Cervi in der St-Pierre de Montrouge. Sie wohnten in Paris und bekamen drei Kinder. 1923 zogen sie in die Rue des Volontaires 16 im 15. Arrondissement, wo Sarrabezolles bis zu seinem Tod ein Atelier hatte.
Eine Reise führte Sarrabezolles 1922 nach Capri, Pompei, Sorrent, Neapel, Venedig und London. Von 1925 bis 1939 hatte er eine intensive bildhauerische Schaffensperiode, in der vor allem monumentale Werke entstanden. 1925 nahm er an der Exposition internationale des arts décoratifs et industriels modernes teil und wurde mit einer Goldmedaille, Diplôme d'Honneur und Grand Prix ausgezeichnet. Auch bei der Weltfachausstellung Paris 1937 konnte er den Großen Preis gewinnen.
Als der Zweite Weltkrieg begann, zog Sarrabezolles mit seiner Familie in die Normandie. Später flohen sie nach Lot und schließlich Toulouse. Während des Zweiten Weltkrieges und danach konzentrierte sich Sarrabezolles als Bildhauer vor allem auf Medaillons und Büsten, auch wenn er in den 1950er Jahren noch einige Aufträge für großformatigere Arbeiten erhielt. 1952 wurde er zum Offizier der Ehrenlegion ernannt. 1967/1968 reise er erneut nach London und übernahm die Leitung der Giebelrestaurierung des Panthéon. 1969 erhielt er den Ordre national du Mérite.
Carlo Sarrabezolles starb 1971 im Alter von 82 Jahren in Paris. Sein Grab befindet sich auf dem dortigen Cimetière parisien de Bagneux.
Sein Sohn Jacques Sarrabezolles (1923–1991) war als Architekt tätig.

## Werk

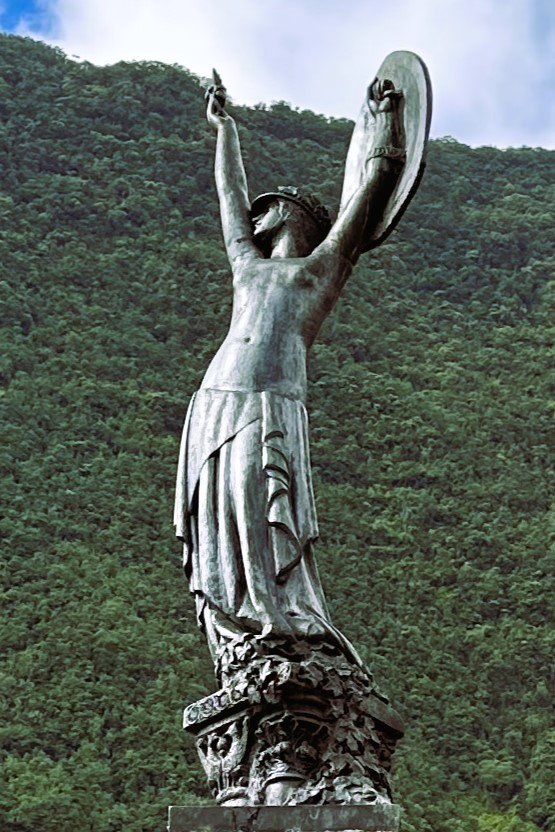
Bronze L’Âme de la France

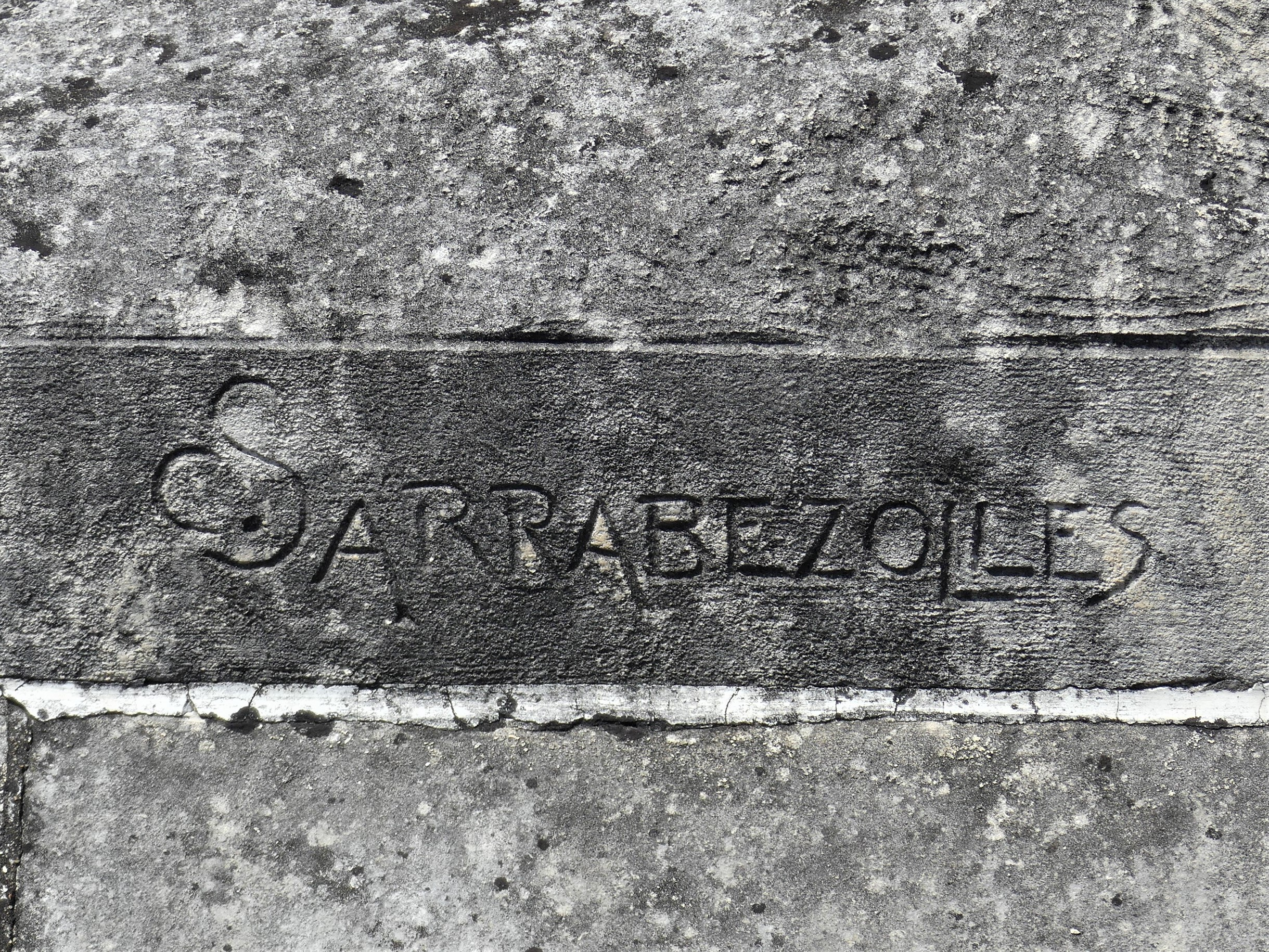
Signatur von Sarrabezolles, Kriegerdenkmal in Gramat

Carlo Sarrabezolles schuf eine Reihe von monumentalen Gefallenen- und Siegesdenkmälern, Skulpturen mit religiösem Sujet sowie Flachreliefs, Medaillons und Büsten. Eines seiner Hauptwerke ist die Skulptur L’Âme de la France, die eine Allegorie des Sieges darstellt. Sarrabezolles führte sie in Gips (1921) und Stein (1922) aus, erstere Version brachte ihm eine Silbermedaille im Salon des Artistes Français ein, letztere internationale Beachtung. Ein weiterer Bronzeguss (1931) steht als Kriegerdenkmal in Salazie auf der Insel Réunion. Zu seinen Hauptwerken gehört außerdem die überlebensgroße Figur Pallas Athéné (1925). Er realisierte sie für die Exposition internationale des arts décoratifs et industriels modernes, bei der sie am Eingang des Pavillon du Club des Architectes Diplômés aufgestellt wurde.
Sarrabezolles gilt als Erfinder der Technik taille directe in Beton. Diese setzte er erstmals 1926 ein, als er auf unmittelbare Weise (ohne Vorlage) zwanzig monumentale Figuren für den Glockenturm der Kirche Saint-Louis von Villemomble schuf.
Neben der Bildhauerei betätigte sich Sarrabezolles auch gelegentlich als Maler (Pastelle, Ölbilder).
Werke (Auswahl)
- La Mort d’Agrippine, 1907, Flachrelief
- L’Âme de la France, 1921, Gips, 3,55 m, Historial de la Grande Guerre; 1922, Stein, 320 × 75 × 75 cm, Musée du Luxembourg, seit 2010 Musée des Beaux-Arts de Reims;[8] 1931, Bronze, Salazie
- Pallas Athéné, 1925, Gips, Musée des Années 30, Paris
- Saint Thomas d’Aquin für Kirche Frères Prêcheurs in Paris, 1924
- 20 monumentale Figuren für Glockenturm der Kirche Saint-Louis in Villemomble, 1926, Beton, Höhe je 7,50 m
- 35 Figuren an der Fassade der Kirche Sainte-Thérèse in Élisabethville, 1927/1928
- Dreifrauengruppe Liberté, Egalité, Fraternité sowie Flachreliefs für die französische Botschaft in Belgrad, 1931
- Monument à la mémoire des agents du métropolitain morts pour la France, 1931, schwarzer Granit, 4 m, U-Bahnhof Richelieu – Drouot, Paris
- Les Éléments, 1937, drei Bronzestatuen, Palais de Chaillot, Paris
- Monument à la gloire de la résistance jurasienne, 1950

## Ausstellungen (Auswahl)
- 1912: Salon des Artistes Français
- 1925: Exposition internationale des arts décoratifs et industriels modernes
- 1937: Weltfachausstellung Paris
- 2008: Carlo Sarrabezolles 1888–1971: de l'esquisse au colossal, Musée d’Art et d’Industrie, Musée des Beaux-Arts de Reims, 15 Square de Vergennes, Paris

## Ehrungen (Auswahl)
- 1952: Officier de la Légion d’Honneur[1]
- 1969: Ordre national du Mérite[1]
- Benennung des Parks Square Carlo Sarrabezolles im 15. Arrondissement, Paris
- Benennung der Straße Rue Carlo Sarrabezolles in Toulouse